# Marcel Samuel-Rousseau
Marcel Samuel-Rousseau (nacido el 18 de agosto de 1882 en París - fallecido el 11 de junio de 1955 en París) fue un compositor, organista y director de orquesta francés. Tanto como compositor como director, se dedicó a la ópera. 

## Biografía
Samuel-Rousseau estudió composición en el Conservatorio de París y fue galardonado con el Gran Premio de Roma en 1905. Fue organista de la iglesia de Saint-Séverin desde 1919 a 1922 y presidió la "Sociedad de autores, compositores y editores de música" francesa entre 1935 y 1953. Fue profesor de armonía en el Conservatorio de París y director artístico de la compañía de ópera Pathé. Entre 1941 y 1944 fue director de la Ópera Nacional de París.
Como compositor, Samuel-Rousseau fue muy influenciado por la obra de otros compositores franceses como César Franck y Gabriel Fauré. En general fue más conservador en su estilo que la mayoría de sus contemporáneos, pero demostrando maestría en la armonía cromática y un gran sentido dramático. Entre sus composiciones se incluyen óperas, ballets, obra sinfónica, para piano y canciones. Sus mejores trabajos son posiblemente sus óperas, que tienden a lo exótico y son ambiciosas en cuanto a escala. Dos de ellas, Le Hulla (1920) y Kerkeb (1931) están basadas en temas orientales y Tarass Boulba (1919), está basada en la leyenda del guerrero cosaco. También compuso una ópera sobre la leyenda artúrica, Le roi Arthur (1903).